# Домбрувка-Вилази
Домбрувка-Вилази (пол. Dąbrówka-Wyłazy) — село в Польщі, у гміні Скужець Седлецького повіту Мазовецького воєводства.
Населення — 217 осіб (2011).
У 1975-1998 роках село належало до Седлецького воєводства.

## Демографія
Демографічна структура станом на 31 березня 2011 року:
|          | Загалом | Допрацездатний вік | Працездатний вік | Постпрацездатний вік |
| -------- | ------- | ------------------ | ---------------- | -------------------- |
| Чоловіки | 115     | 29                 | 75               | 11                   |
| Жінки    | 102     | 26                 | 54               | 22                   |
| Разом    | 217     | 55                 | 129              | 33                   |